# 王字庄站
王字庄站是一个京沪线上的铁路车站，位于山东省禹城市廿里铺乡，建于1943年，目前为五等站，邮政编码为251203。目前客运：办理旅客乘降；不办理行李、包裹托运；不办理货运营业。